# Julien Limongi
Pour les articles homonymes, voir Limongi.
Julien Limongi est un homme politique français, né le 12 février 1996 à La Ciotat (Bouches-du-Rhône), élu député de l'Assemblée nationale en juillet 2024 dans la quatrième circonscription de Seine-et-Marne.

## Biographie

### Formation et parcours professionnel
Julien Limongi est diplômé de l'Institut d'études politiques de Toulouse (promotion 2020),.
Après avoir travaillé à l’ambassade de France au Canada, il est le collaborateur parlementaire de Julien Rancoule de 2022 à 2024.

### Carrière politique

#### Mandat de député
Julien Limongi est élu lors des élections législatives de 2024 avec 51,70% des voix dans la 4e circonscription de Seine-et-Marne. Il est opposé au second tour à la députée sortante, Isabelle Périgault, candidate LR (48,30% des voix),,.

## Détail des fonctions et mandats

### Mandats électifs
- Depuis le 8 juillet 2024 : député de la 4e circonscription de Seine-et-Marne